# 델핀 오
델핀 오(프랑스어: Delphine O, 1985년 12월 25일~)는 프랑스의 한국계 정치인이다.
센마리팀주 몽생테냥에서 프랑스인 어머니와 한국인 아버지의 딸로 태어났다. 2017년 7월 22일에 실시된 프랑스 총선에서 르네상스 파리 16구 후보로 출마하여 국회의원에 당선되었으며, 국회를 떠난 뒤인 2019년 5월에 UN 세계여성회의 대사 겸 사무총장에 임명됐다. 그의 오빠인 세드리크 오 또한 정치인으로 활동했다.

## 같이 보기
- 2017년 프랑스 총선